# Dolmen vom Coll de la Farella
Der Dolmen vom Coll de la Farella ist ein kleiner Dolmen im Gemeindegebiet von Portbou im Norden Kataloniens (Provinz Girona, Alt Empordà).

## Lage
Der Dolmen steht auf einem Bergrücken am Nordrand der Gemeinde Portbou auf 380 Meter Meerhöhe. Er liegt in etwa auf halbem Weg zwischen dem namensgebenden Coll de la Farella (306 Meter) 500 Meter weiter ostwärts und dem Puig de l’Álisa (527 Meter) im Westen. Über den Bergrücken verläuft die Gemeindegrenze zu Cerbère und außerdem auch die französisch-spanische Staatsgrenze. Der Rücken beginnt am direkt am Mittelmeer gelegenen Puig Cervera (205 Meter) und zieht dann über dem Coll dels Belitres (165 Meter) herauf.

## Beschreibung
Der Dolmen vom Coll de la Farella befindet sich in einem schlechten Zustand, kann aber möglicherweise einem Galeriegrab mit trapezoidaler Kammer zugeordnet werden, wie so viele andere im Albères-Massiv gelegene Dolmen. Erhalten sind nur noch die Orthostaten (sechs, zum Teil recht kleine Seitensteine und ein größerer Endstein). Die Deckplatte fehlt. Die Seitensteine haben aufgrund der Hangneigung eine deutliche Schräglage angenommen. Direkt daneben führt der Gratweg vorüber.
Zum Bau des Dolmens wurden Blöcke des anstehenden Schiefergesteins verwendet, die relativ schwach metamorphosiert sind und aus dem Paläozoikum stammen. Die Gesteine bilden Teil der Metasedimenthülle des zu den Pyrenäen gehörenden Albères-Massivs.

Coll de la Farella
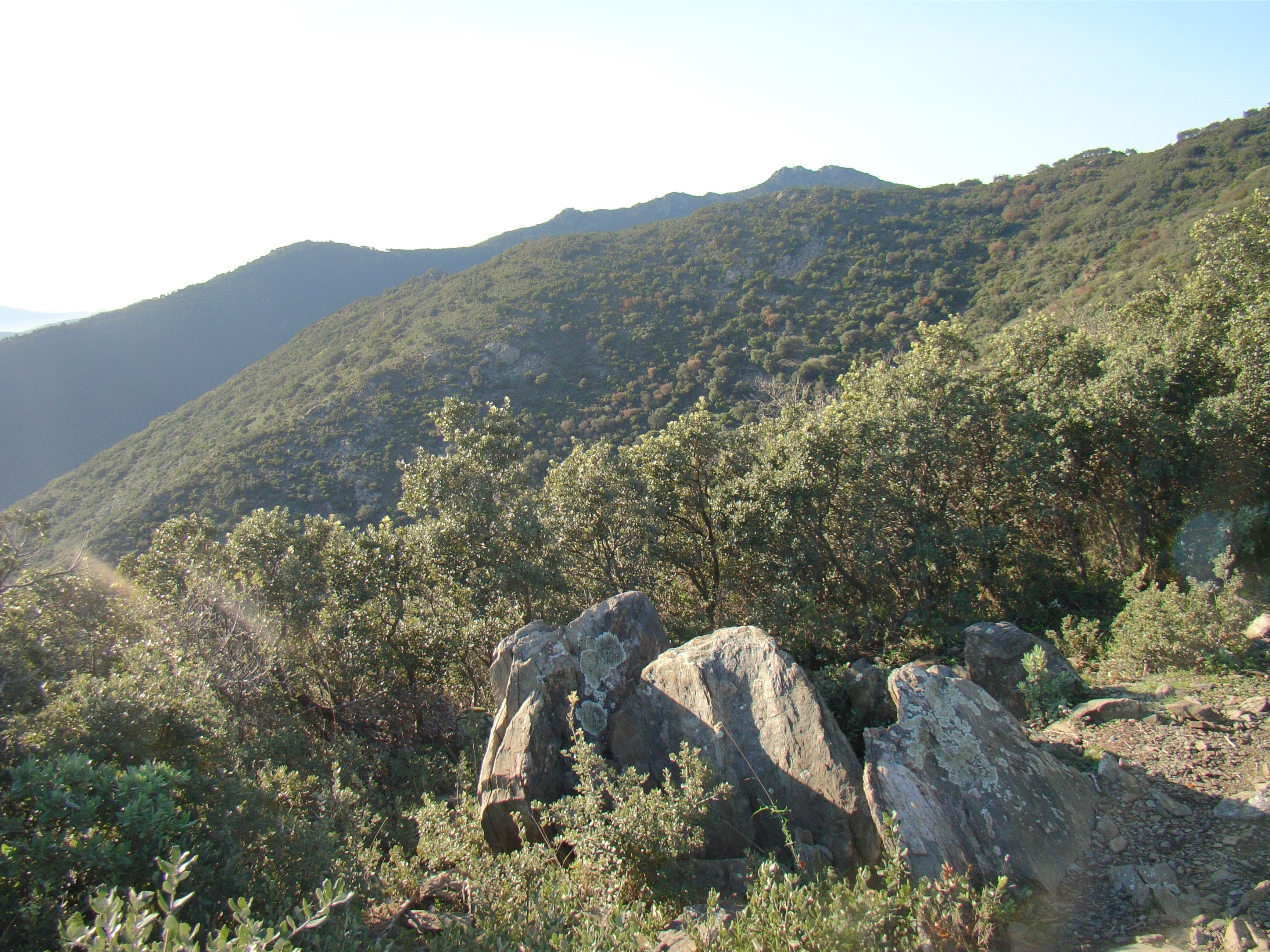
Ansicht des Dolmens, Blickrichtung nach Westen zum Puig de Querroig
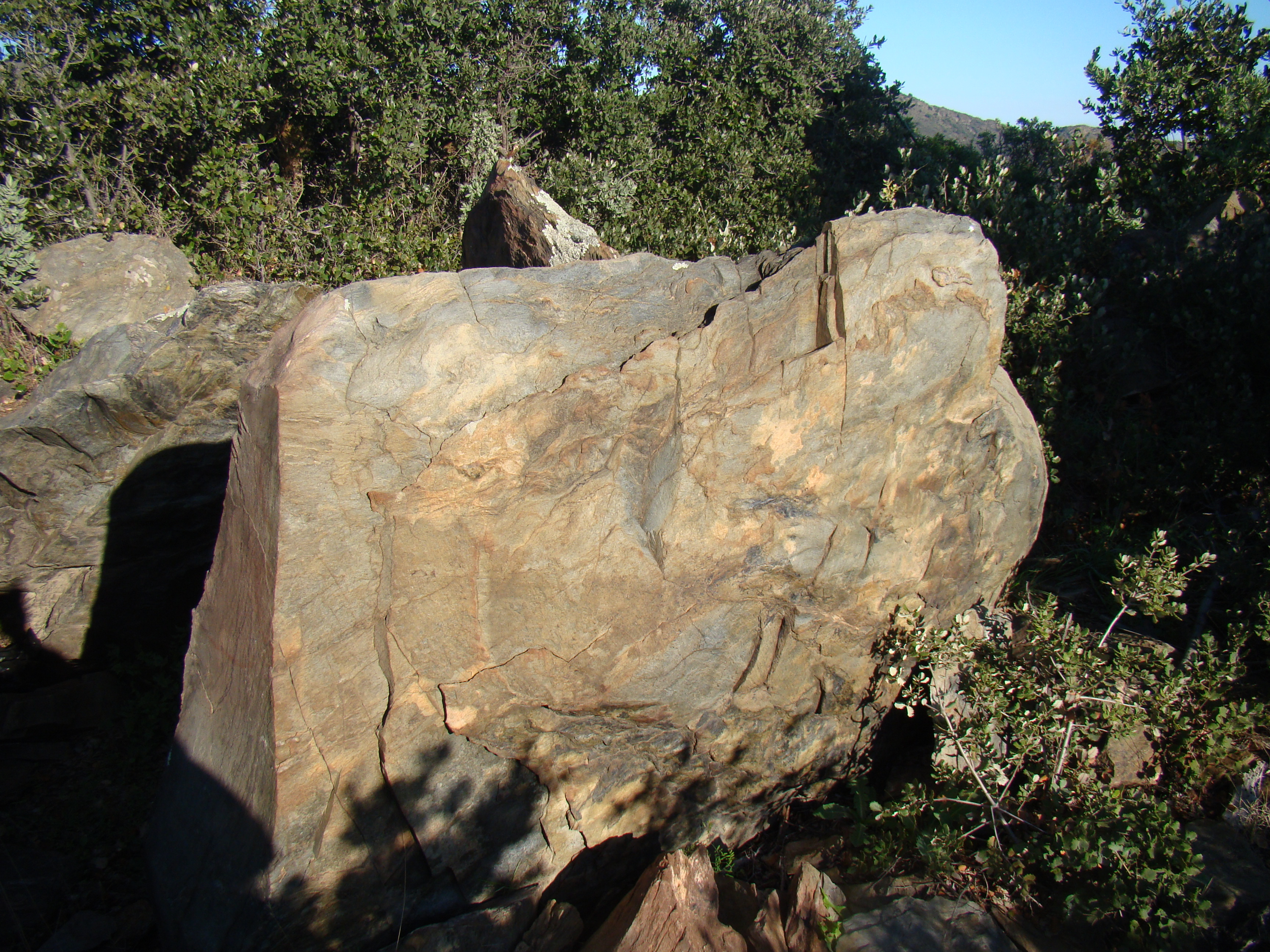
Großer Seitenorthostat auf der Talseite
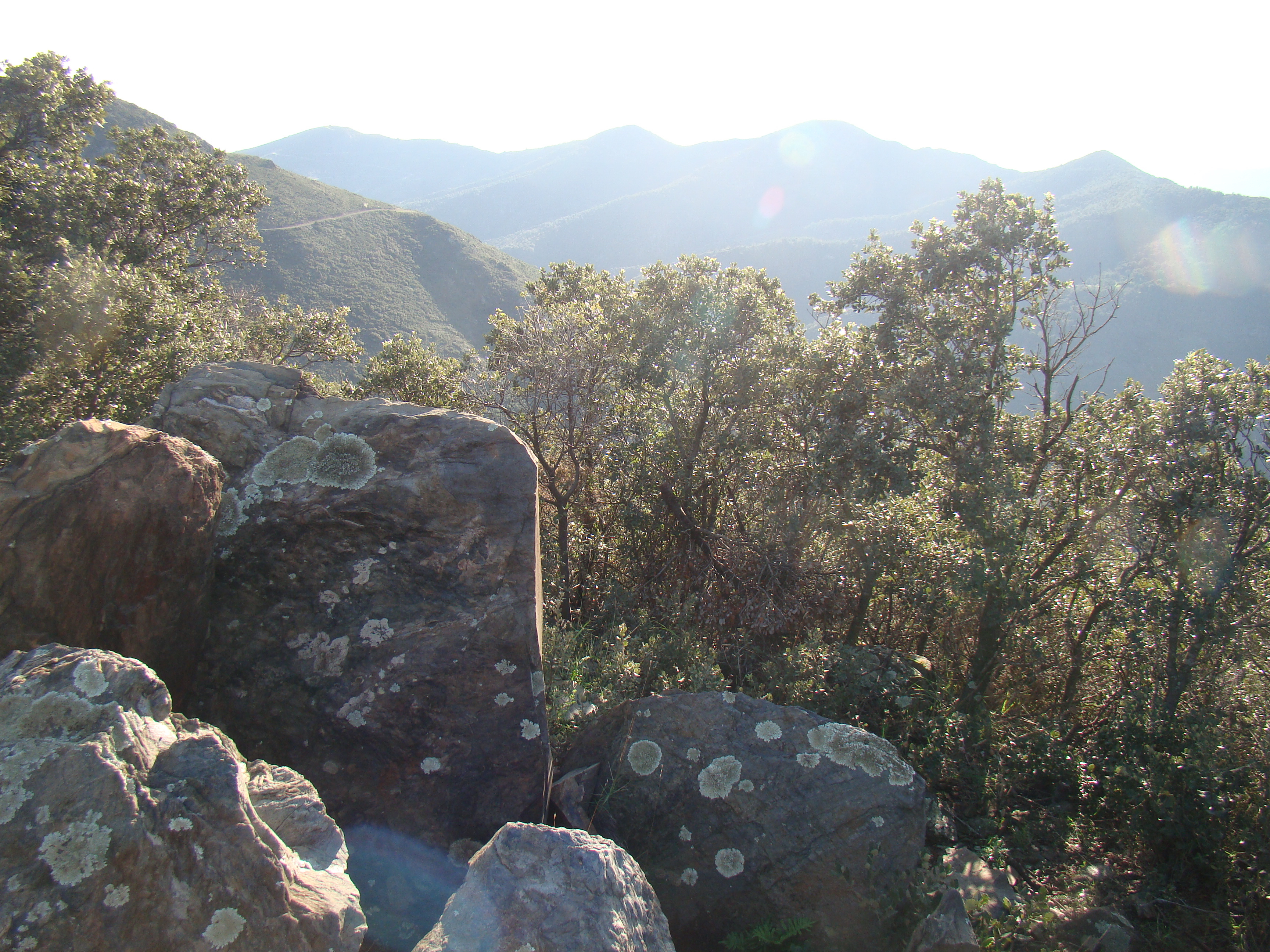
Blickrichtung gegen Südost nach Portbou
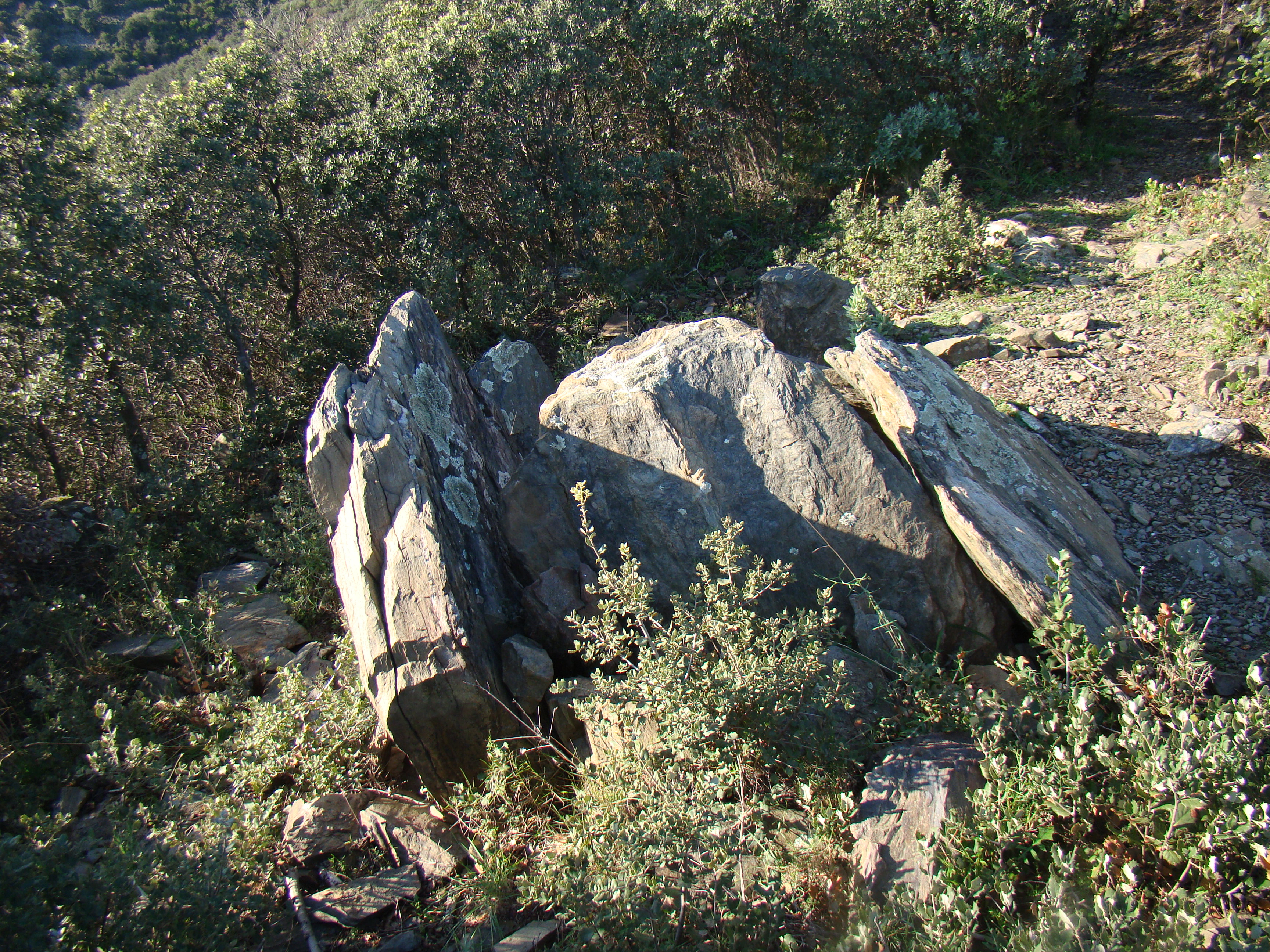
Ansicht von Osten, gut erkennbar die Schräglage der Orthostaten
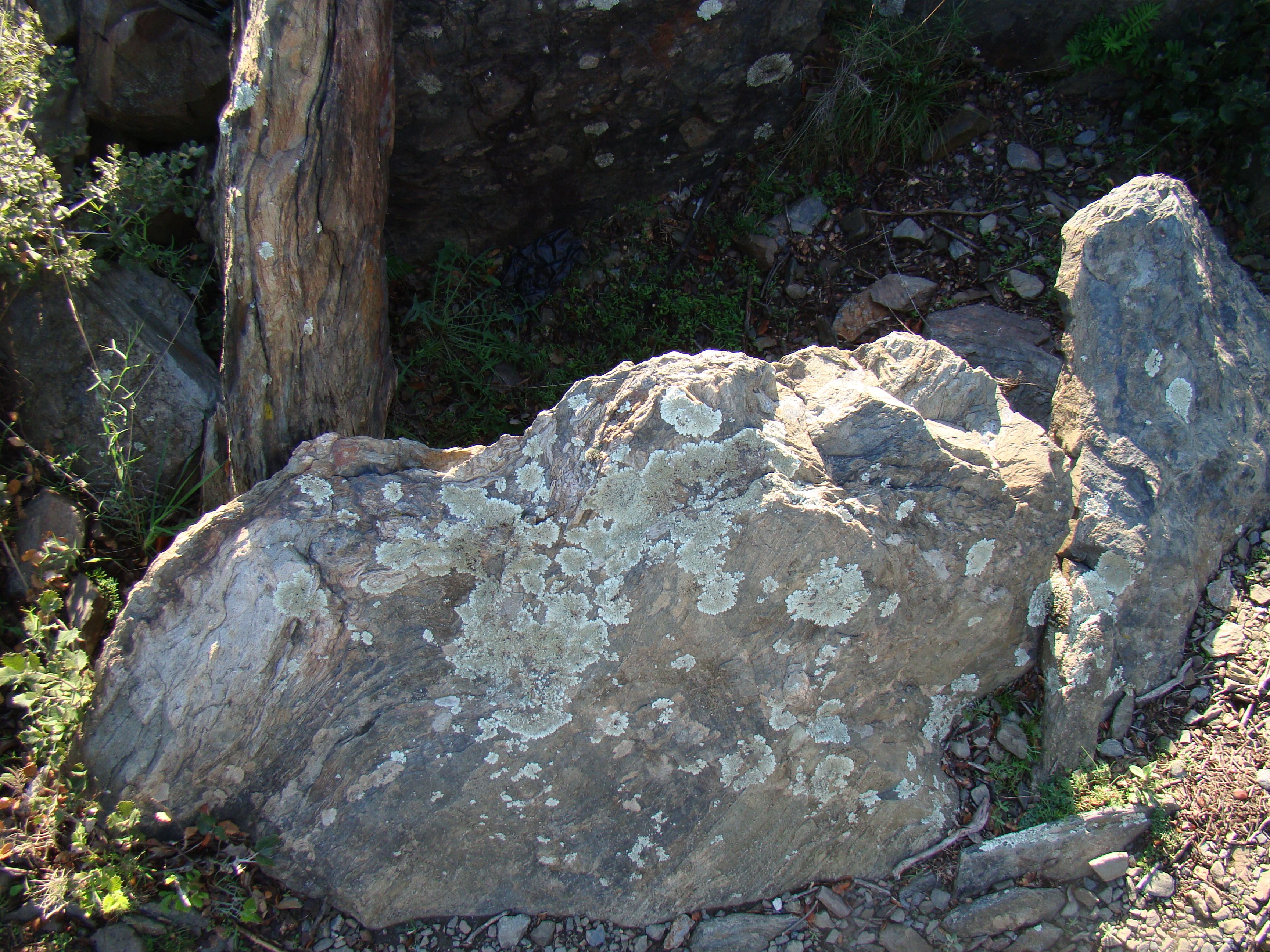
Innenansicht